# Molekularna filogenija
Molekularna filogenija je grana filogenije koja analizira nasledne molekularne razlike, uglavnom u DNK, radi dobijanja informacija o evolucijskim putevima, vezama i odnosima organizama. Rezultati molekularne filogenetičke analize se izražavaju u konstrukciji filogenetskog stabla. Molekularna filogenija je jedan aspekt molekularne sistematike, šireg pojma koji obuhvata i upotrebu molekularnih podataka u taksonomiji i biogeografiji.

## Istorija
Teorijski okviri za molekularnu sistematiku su postavljeni u 1960-ih, u radovima Emila Zukerlandla, Emanuela Margolijaša, Lajnusa Polinga i Voltera M. Fiča. Pioniri aplikacija molekularne sistematike su bili Čarls Sibli (ptice ), Herbert Desojer (herpetologija) i Moris Gudman (primati), zatim Alan Vilson, Robert Selender i Džon Ejvis (koji je studirao različite grupe). Rad sa elektroforezom proteina je počeo oko 1956. Iako rezultati nisu bili kvantitativni i u početku nisu poboljšali morfološke klasifikacije, dali su primamljive naznake da je za dugo održavanom poimanju klasifikacije ptica, na primer, potrebna značajna revizija. U periodu od 1974-1986, bila je dominantna tehnika zvana DNK-DNK hibridizacija.

## Tehnike i primene
Svaki živi organizam sadrži DNK, RNK i proteine. U principu, organizmi u uskoj vezi imaju visok stepen saglasnosti u molekulskoj strukturi ovih supstanci, dok molekuli srodnih organizama obično ispoljavaju određene obrasce različitosti. Očekivanje da će konzervirane sekvence, kao što je mitohondrijskska DNK, akumulirati mutacije tokom vremena, a pod pretpostavkom konstantne stope mutacija, daje molekularni sat za datiranje divergencije. Molekularna filogenija koristi takve podatke da se izgradi „stablo odnosa” koji pokazuje verovatnu evoluciju različitih organizama. Sa pronalaskom Sangerovog sekvenciranja DNK 1977. godine postalo je moguće izolovati i identifikovati ove molekulske strukture.
Najčešći pristup je poređenje homolognih sekvenci gena pomoću tehnike poravnavanja sekvenci za identifikaciju sličnosti. Još jedna primena molekularne filogenije je u DNK barkodiranju, pri čemu se vrsta pojedinih organizama identifikuje pomoću male sekcije mitohondrijske ili hloroplastne DNK. Primena ovih tehnika može se videti u vrlo ograničenoj oblasti genetike čoveka, kao što je sve popularnije genetičko testiranje kako bi se utvrdilo nečije roditeljstvo, kao i novi ogranak krivične forenzike koja je fokusirana na dokazima koji su poznati kao genetički otisak prstiju.
Sveobuhvatni korak-po-korak protokol u izgradnji filogenetskog stabla, uključujući i poravnanja DNK / aminokiselinskih višestrukih sekvenci, test-modele (testirane najbolje prilagođene modele supstitucije) i rekonstrukciju filogenije koristeći maksimalnu verovatnoću i test Bajesovog zaključivanja dostupan je u protokolu prirode (Nature Protocol)

## Teorijska osnova
Rani pokušaji molekularne sistematike se nazivaju hemotaksonomija, a koristili su proteine, enzime, ugljene hidrate i druge molekule koji su izdvojeni i karakterizovani koristeći tehnike kao što je hromatografija. Ovi su u poslednje vreme u velikoj meri zamenjeni DNK analizom, koja se bavi tačnom iderntifikacijom sekvenci nukleotida ili baza u sekvencama DNK ili RNK ekstrahovanih pomoću različitih tehnika. U principu, oni se smatraju superiornim, za evolucijski studije, jer se delovanje evolucije u krajnjoj tačci odražava na genetičke sekvence. Danas je još uvek dug i skup proces sekvencioniranja celokupne DNK organizma (genoma). Međutim, sasvim je moguće da se utvrdi redosled definisanog prostora određenog hromozoma. Tipske molekularno-sistematske analize zahtevaju poznavanje redosleda od oko 1.000 parova baza. Na bilo kojem lokusu, određena sekvenca baza koje nalaze u datom položaju može se razlikovati između organizama. Posebna sekvenca pronađena u datom organizmu se naziva njegov haplotip. U principu, jer postoje četiri vrste baze, od 1.000 parova, može se dobiti 41000 različitih haplotipova. Međutim, za organizme unutar pojedine vrste ili u grupi povezanih vrsta, empirijski je utvrđeno da samo manjina lokusa ne pokazuje nikakve varijacije uopšte i većina varijacija je u korelaciji, tako da je broj nađenih različitih haplotipova relativno mali.
U molekularno-sistematskoj analizi, haplotipovi se utvrđuju na određenom području genetičkog materijala. Zato se koriste značajni uzorci jedinki ciljne vrste ili drugih taksona , ali mnoge sadašnji studije se temelje na jednoj individui. Tako su nađeni i haplotipovi blisko povezanih jedinki različitih taksona. Konačno, određeni su haplotipovi manjeg broja jedinki iz definitivno različitih taksona: ovi su navedeni kao vanjske grupe. Tada su poređene sekvence baza u haplotipu. U najjednostavnijem slučaju, razlika između dva haplotipa se procenjuje brojanjem lokusa na kojima imaju različite baze: ovo se naziva broj zamena (druge vrste razlika između haplotipova može doći, na primer je insercije (umetanja) jednog dela nukleinskih kiselina u jedan haplotip koji nije prisutan u drugom). Razlika između organizama obično se ponovno izražava kao postotak odstupanja, deljenjem broja zamena brojem analiziranih parova baza, i uzima se da je ova mera nezavisna od lokacije i dužine dela DNK koji je sekvenciran.
Jedan stariji i sad zamenjeni pristup je bio da se utvrdi razlika između genotipova jedinki prema DNK-DNK hibridizaciji. Smatralo se da je prednost korištenje hibridizacije, a ne sekvenciranje gena, da je ona bila bazirana na celom genotipu, a ne na pojedinim delovima DNK. Moderne tehnike poređenja sekvenci, prevazilaze ovaj prigovor upotrebom više sekvenci.
Kada se utvrde razlike između svih parova uzoraka, rezultirajuća trouglasta matrica razlikâ se podvrgava nekom obliku statističke klasterske analize, i rezultirajući dendrogram se pregleda kako bi se videlo da li su uzorci raspoređeni na očekivani način, prema polaznoj ideji o taksonomiji grupe, ili ne. Za svaku grupu haplotipa koji su sličniji jedni drugima, nego što je bilo koji od njih sličan sa bilo kojim drugim haplotipom može se reći da sačinjavaju kladus. Raznim statističkim tehnikama može se proceniti pouzdanosti pozicije haplotipa u evolucijskim stablu.

## Ograničenja molekularne sistematike
Molekularna sistematika je u osnovi ima kladistički pristup: ona pretpostavlja da klasifikacija mora odgovarati filogenetskom poreklu, i to da svi važeći taksoni moraju biti monofiletski.
Nedavno otkriće opsežnih horizontalnih prenosa gena među organizmima, zadaje značajne komplikacije molekularnoj sistematici, ukazujući na to da različiti geni unutar istog organizma mogu imati različitu filogeniju.
Osim toga, molekularna filogenija je osetljiva na pretpostavke i modele na kojima počiva. Oni se suočavaju sa problemima kao što su atrakcija dugih grana, zasićenost i problem uzimanja uzoraka taksona. To znači da se, primenom različitih modela, mogu dobiti upadljivo različiti rezultati za isti skup podataka.